# 小店区
小店区是中国山西省太原市所辖的一个市辖区，是1998年区划调整时由原南郊区及南城区的部分乡镇及街道办组建而成。总面积为295平方公里，区政府驻小店街道昌盛西街19號。

## 历史
1997年5月8日，太原市市辖区行政区划调整方案获中华人民共和国国务院批复，其中新设立的小店区由原南城区坞城、北营、双塔3个街道，原南郊区亲贤、黄陵、小店、西温庄、刘家堡、北格6个乡镇及原南郊区郝庄乡狄村自然村组成，区政府位于小店镇昌盛西街原南郊区政府所在地。
1998年1月1日，小店区挂牌成立:236。
2002年12月2日，太原市政府将小店区平阳路街道殷家堡村、小店街道小马村划归太原高新技术产业开发区，小店街道城西村、下庄村、圪塔营村和西温庄乡杨庄村、化章堡村、南畔村、南黑窑村划归太原经济技术开发区。
2018-2023年，入选全国综合实力百强区，位次攀升至61位。

## 人口
根據第七次人口普查數據，截至2020年11月1日零時，小店區常住人口為1357242人。2022年人口为142.84万人。

## 行政区划
小店区下辖7个街道办事处、1个镇、2个乡：
坞城街道、营盘街道、北营街道、平阳路街道、黄陵街道、小店街道、龙城街道、北格镇、西温庄乡和刘家堡乡。

## 交通
- 208国道过境。
- 太原南站和太原武宿国际机场均位于小店区境内。
- 太原地铁：1号线、2号线、3号线